# Junga
Junga is een hopvariëteit, gebruikt voor het brouwen van bier.
Deze hopvariëteit is een “bitterhop”, bij het bierbrouwen voornamelijk gebruik voor zijn bittereigenschappen. Deze nieuwe Poolse variëteit werd gekweekt bij IUNG Pulawy van de variëteiten Northern Brewer en Marynka. Ook geschikt als “dubbeldoelhop”.

## Kenmerken
- Alfazuur: 10 – 13%
- Bètazuur: 5 – 8%
- Eigenschappen: hoog alfagehalte en prettig aroma